# (289) Nenetta

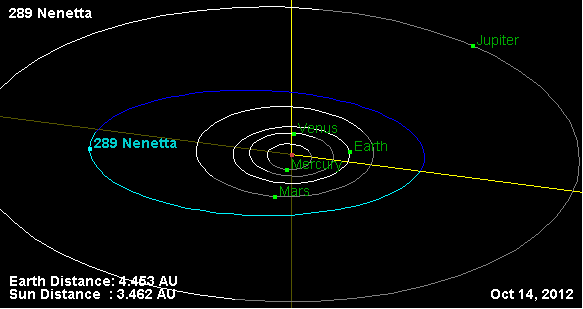
Òrbita de l'asteroide (289) Nenetta.

(289) Nenetta és un asteroide pertanyent al cinturó d'asteroides descobert el 10 de març de 1890 per Auguste Honoré Charlois des de l'observatori de Niça, França.
El nom és un derivat de la paraula francesa per denominar a les dones més o menys frívoles.